# François Marius Granet

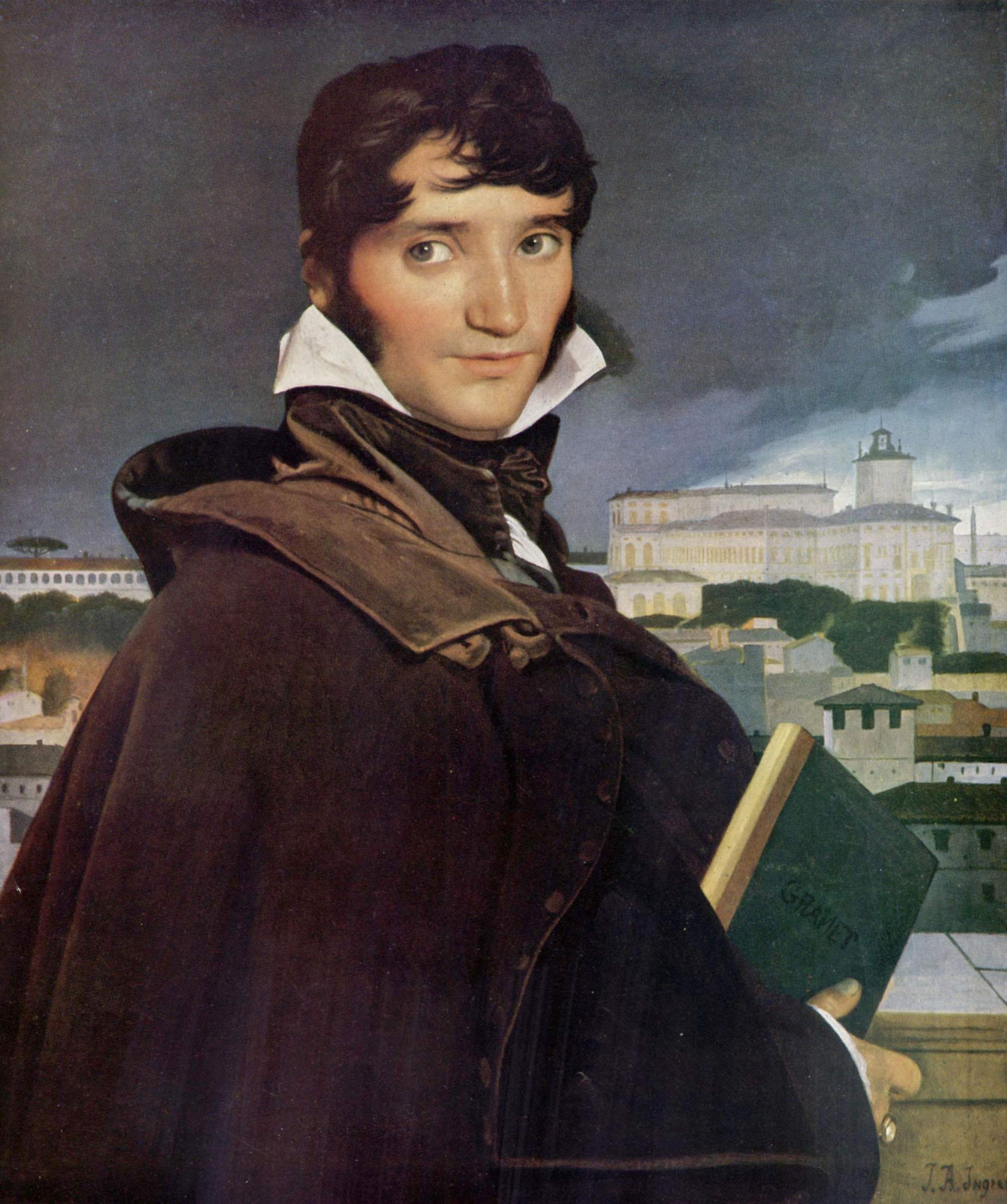
François Marius Granet
Ritratto da Jean-Auguste-Dominique Ingres nel 1809.

François-Marius Granet (Aix-en-Provence, 17 dicembre 1775 – Aix-en-Provence, 21 novembre 1849) è stato un pittore francese.

## Biografia
Figlio di Jean-Étienne (1746-1796) e di Anne Magdeleine Durand, dopo aver studiato ad Aix, prima copiando le incisioni della raccolta del padre e poi con il paesaggista Abraham Constantin, si trasferì a Parigi dove strinse amicizia con Anne-Louis Girodet de Roussy-Trioson e Jean-Auguste-Dominique Ingres e dove lavorò nello studio di Jacques-Louis David  presentato dall'amico Louis Nicolas Philippe Auguste de Forbin.
Dal 1802 al 1819 visse a Roma dove dipinse molti monumenti antichi e fu ritratto nel suo studio di Villa Medici da Jean-Auguste-Dominique Ingres. Dal suo epistolario sappiamo che in Italia si faceva chiamare anche Granetto. Nel 1821 visse ad Assisi. 
Nel 1824 ritornò in Francia dove venne nominato conservatore al Museo del Louvre. Nel 1826, Luigi Filippo gli affidò la direzione del Museo di storia fondato allora a Versailles. Dal 1829-1830 fu nuovamente a Roma. Nel 1843 sposò Nena di Pietro che aveva incontrato a Roma nel 1802. Dopo la morte di Nena avvenuta nel 1847 incominciò a scrivere le sue memorie, ospite della figlia del suo amico de Forbin, al Castello d´Audour, vicino a Mâcon. Dopo la rivoluzione del 1848 ritornò ad Aix-en-Provence. Alla sua morte, nel 1849, lasciò moltissime sue opere alla Città di Aix, che intitolerà a suo nome il museo cittadino, fondato già nel 1828 (Museo Granet). Fra i suoi allievi si ricordano: Émile Loubon che viaggiò con lui a Roma nel 1829, Joseph Villevieille, François Bonvin e Pietro Ronzoni.

## Opere
Fra le sue opere più conosciute si ricordano:
- S. Martino in Monte a Roma, 1802, musée de Montpellier;
- Interno del Colosseo, 1806, Louvre;
- Coro dei Cappuccini, ispirato alla chiesa di piazza Barberini, 1815, Metropolitan Museum;
- Il pittore Sodoma portato all'ospedale, 1815, Louvre;
- La suora inferma, 1831;
- Goffredo di Bouillon al S. Sepolcro, 1839, Versailles;
- Funerali delle vittime dell'attentato di Fieschi, 1839;
- Capitolo dell'Ordine del Tempio, 1845.
- Paesaggi della costa presso Cannes. Museo d'Arte e Storia della Provenza

## Fonti e Bibliografia
- Thomas Spencer Baynes, "The Encyclopaedia Britannica: a dictionary of arts, sciences, and general literature, Volume 21", C. Scribner's sons, 1891
- Émile Ripert, "François-Marius Granet (1775-1849) peintre d'Aix et d'Assise", Plon, 1937
- Monique Giot,  H. Du Riveau, "Francois-Marius Granet, 1775-1849: catalogue raisonné de la 24e exposition temporaine du Cabinet des dessins du Musée du Louvre, Edizione 24 di Exposition du Cabinet des Dessins 1960
- François-Marius Granet, 1775-1849: 21 décembre 1970-31 janvier 1971, Galerie des Ponchettes, 1970
- Charles de Peretti, Denis Coutagne, Louis Malbos, "Granet: paysages de l'Ile de France", Edisud, 1984
- Carol Solomon Kiefer, "Paul Cʹezanne, Francois-Marius Granet, and the Provencal Landscape", University of Pittsburgh, 1987
- "Granet, paysages de Provence", Musée Granet, 1988
- (FR) Isabelle Néto, Granet et son entourage: correspondance, Librairie des arts et métiers-Editions Jacques Laget, 1995.
- François-Marius Granet: aquarelles et dessins de Versailles, Musée Lambinet, 1991
- Morena Costantini, Andreina Fasano, "Un pittore francese in villa: François-Marius Granet a Frascati", Campisano, 2004
- Denis Coutagne, "François-Marius Granet: une vie pour la peinture, 1775-1849", Ville d'Aix-en-Provence, 2005
- Patrizia Agnorelli, Lucia Mannini, "Ingres, amici e discepoli: Francois-Marius Granet, Lorenzo Bartolini, Fleury-François Richard, Pierre-Nolasque Bergeret, Ary *Scheffer, Amaury-Duval, Hippolyte Flandrin, Luigi Mussini, Théodore Chassériau, Jean-Léon Gérôme", Il Sole 24 Ore, 2008